# کرویینت
کروییِنت (به اسپانیایی: Crevillent) دهستانی در استان آلیکانتهٔ اسپانیا است.
در این دهستان ۲۸٬۶۰۹ نفر زندگی می‌کنند. مساحت این دهستان ۱۰۴٫۳۴ کیلومتر مربع است.